# St. Margareth (Bayrischzell)

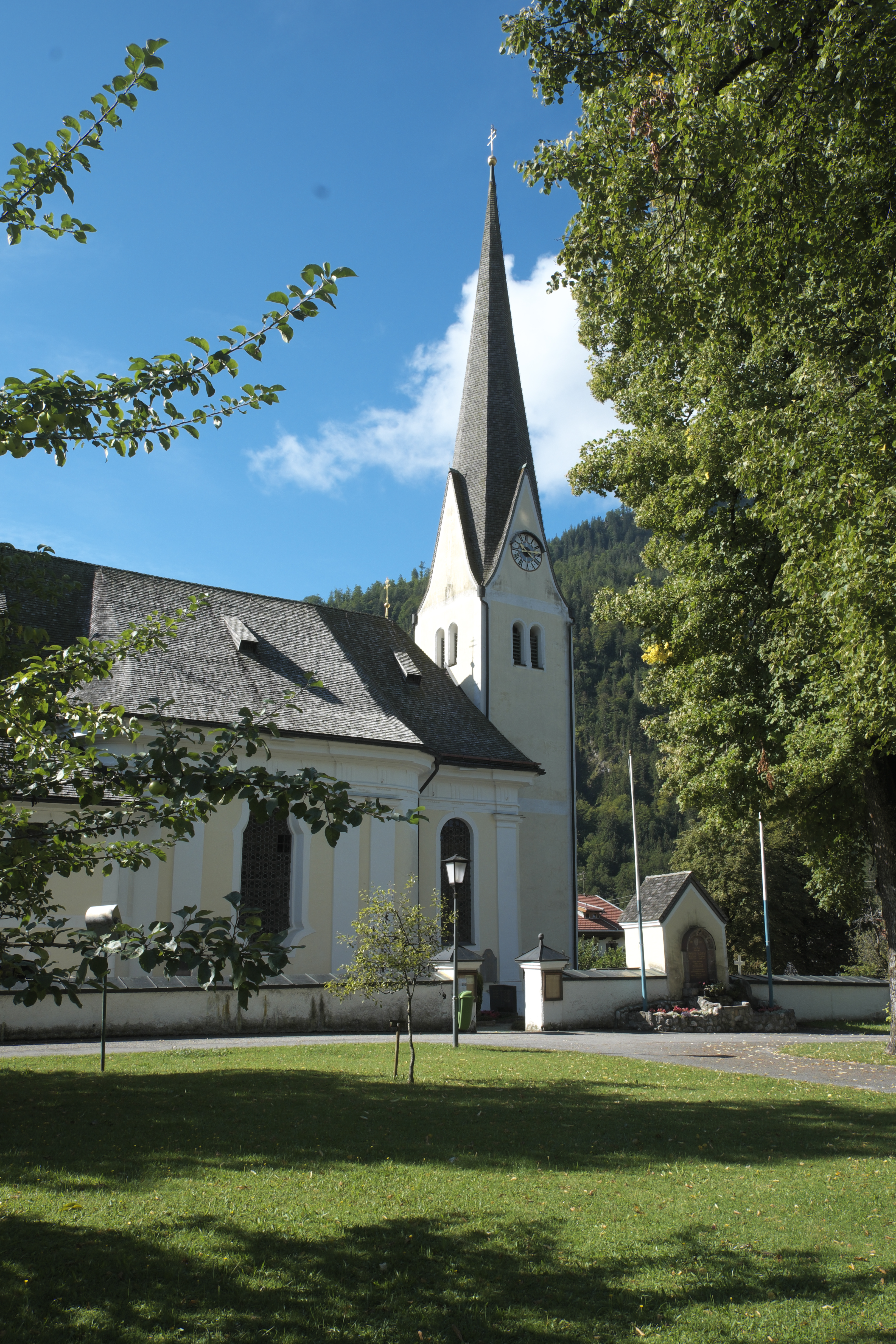
Außenansicht

Die katholische Pfarrkirche St. Margareth ist ein Kirchengebäude am Kirchplatz in Bayrischzell, einer Gemeinde im oberbayerischen Landkreis Miesbach.

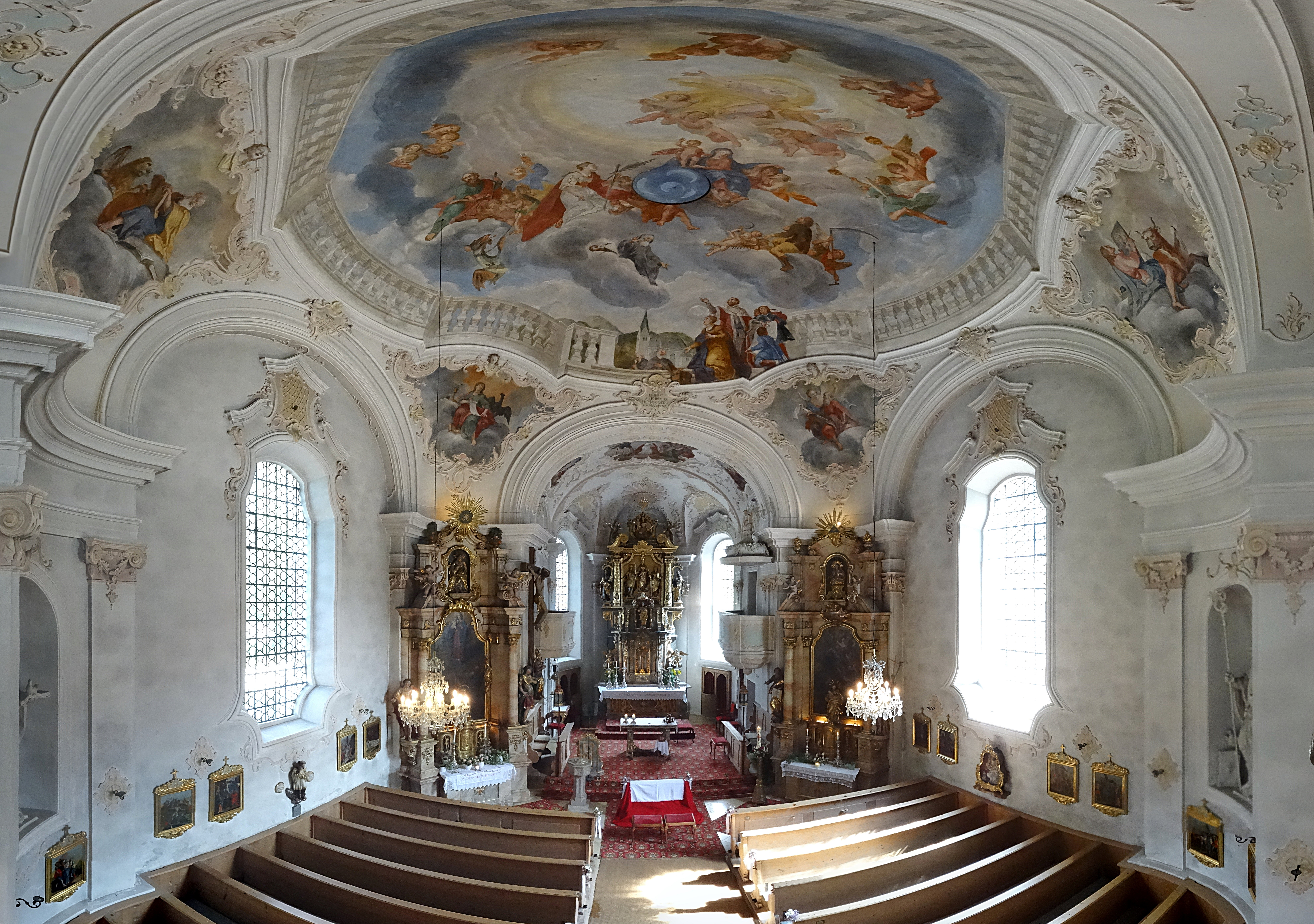
Innenraum-Panorama

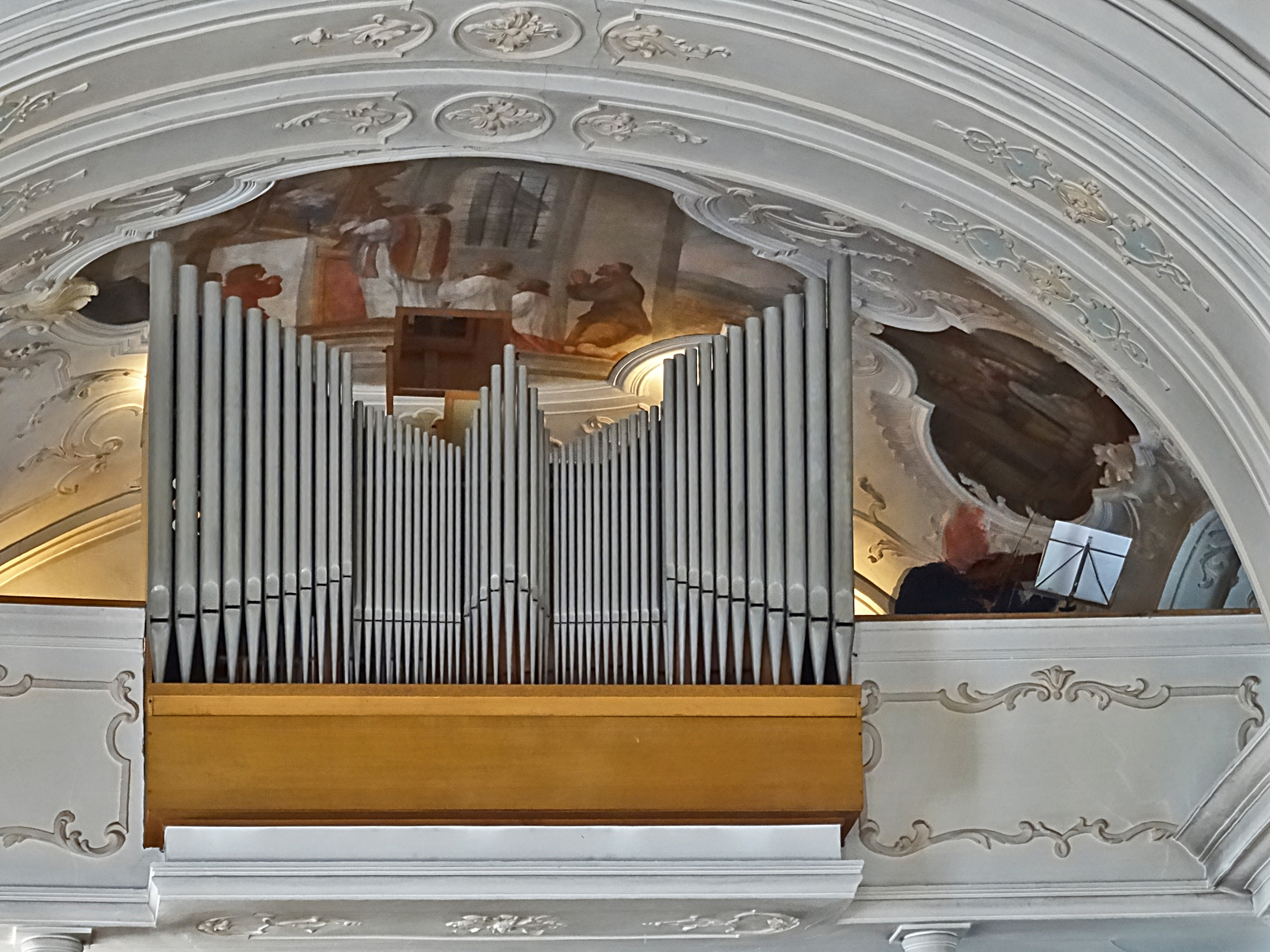
Schuster-Orgel

## Denkmalschutz
Die Pfarrkirche steht unter Denkmalschutz und ist unter der Aktennummer D-1-82-112-1 in der Denkmalliste des Bayerischen Landesamtes für Denkmalpflege erfasst.

## Geschichte
Das Gebäude wurde 1734 unter Verwendung des spätgotischen Turms der Vorgängerkirche von Abraham Millauer neu errichtet. Eine Erweiterung wurde 1786 vorgenommen. Dem quadratischen Laienhaus ist östlich der halbrunde Chor vorgelagert. Im Westen befindet sich der rechteckige Vorraum.

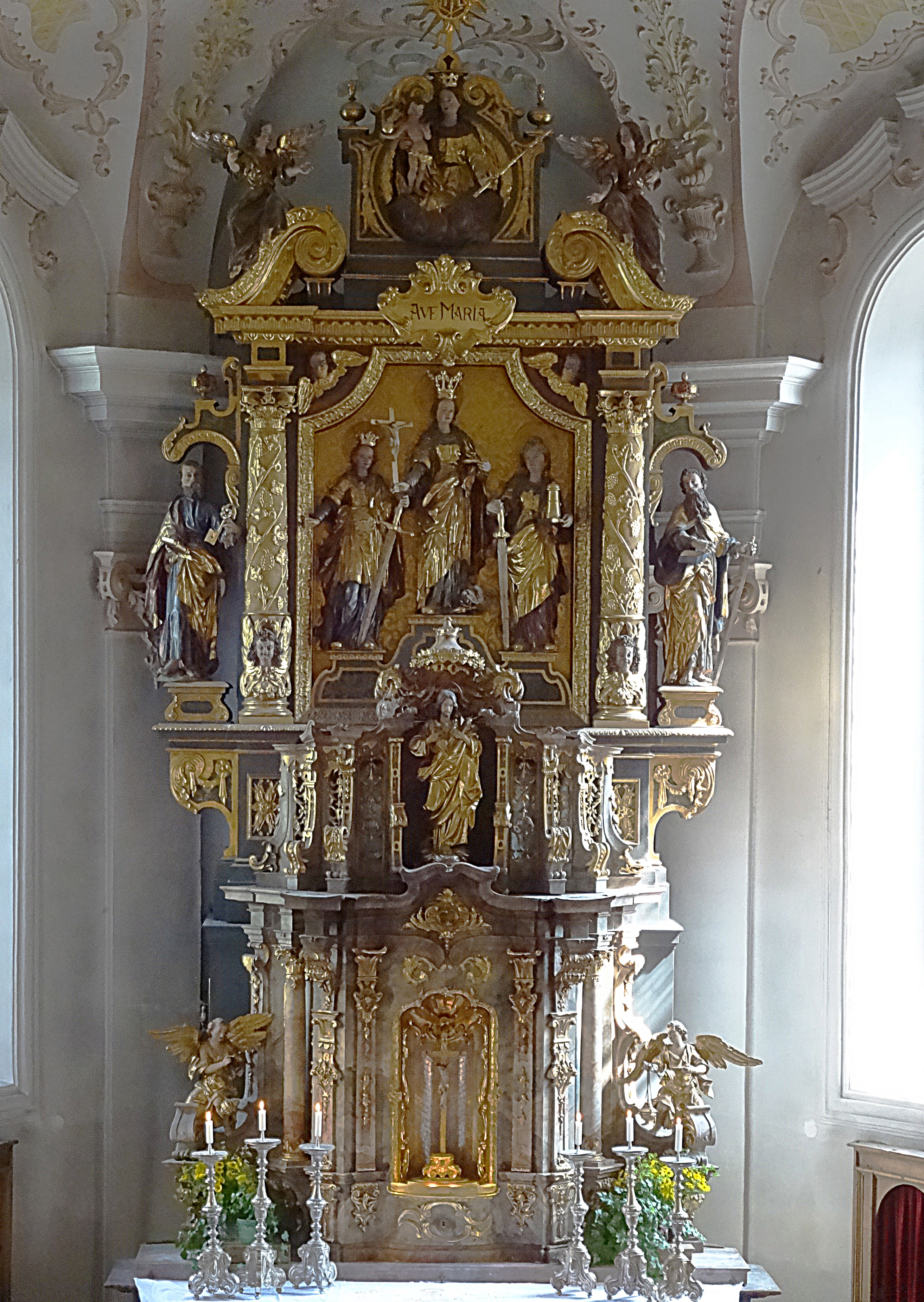
Hochaltar aus dem 17. Jahrhundert

## Ausstattung
- Hochaltar aus dem 17. Jahrhundert mit Bekrönung aus dem 18. Jahrhundert
- Stuckkanzel um 1740 von Thomas Glasl
- Bandwerk- und Laubstukkatur von Thomas Glasl[2]